# Nyschni Sirohosy
Nyschni Sirohosy (ukrainisch Нижні Сірогози; russisch Нижние Серогозы Nischnije Serogosy) ist eine Siedlung städtischen Typs im Osten der ukrainischen Oblast Cherson mit 4600 Einwohnern (2020).

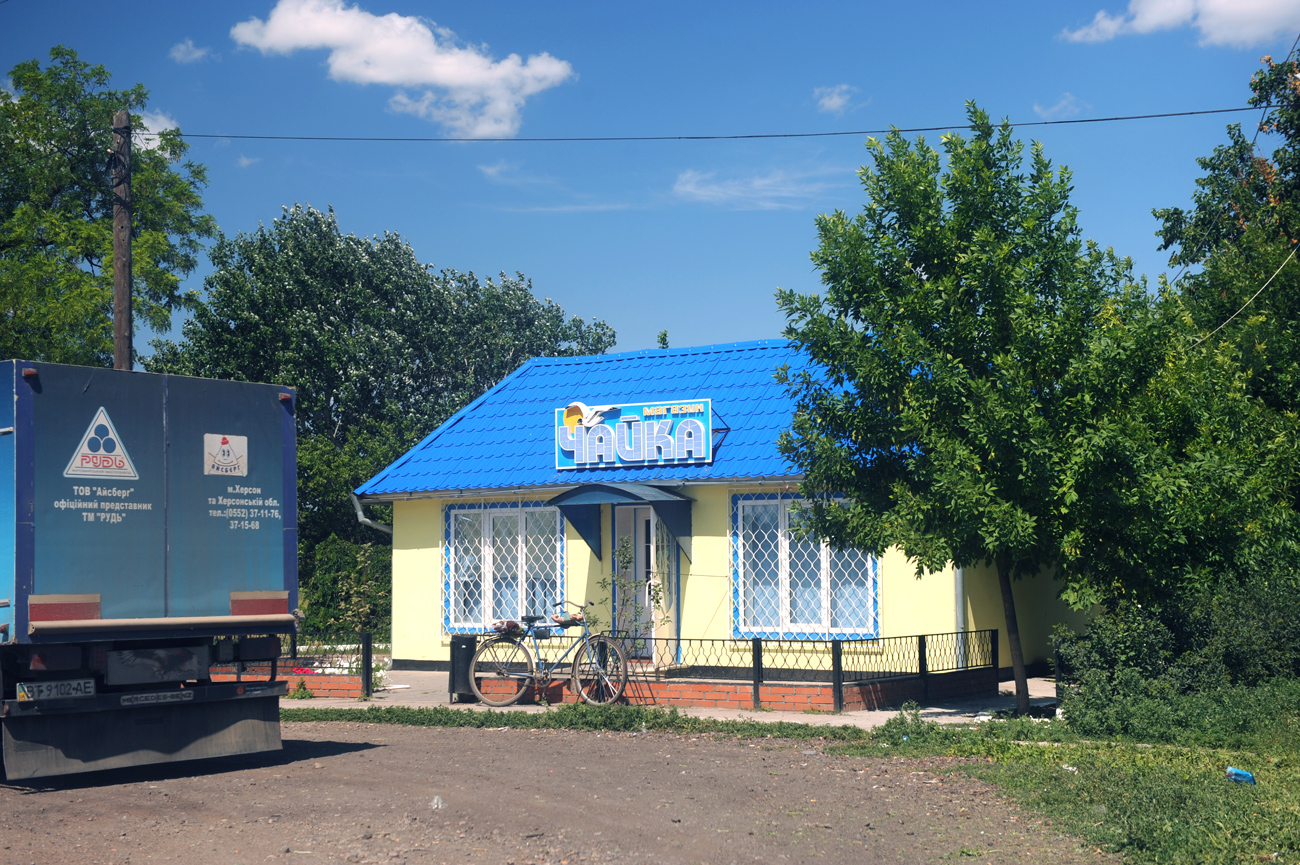
Haus im Ort

## Geschichte
Die Ortschaft wurde von Einwanderern aus dem Gouvernement Charkow im frühen 19. Jahrhundert gegründet. Durch Einwanderer aus dem Gouvernement Tula erhielt die Siedlung 1820 zusätzliche Bewohner und 1849 zogen weitere 11 Familien aus dem Gouvernement Kursk hierher. 1833 besaß das Dorf 274 Häuser, in denen insgesamt lebte 1123 Menschen lebten.
Von 1923 bis Juli 2020 war Nyschni Sirohosy das administratives Zentrum des gleichnamigen Rajons Nyschni Sirohosy und 1960 erhielt die Ortschaft den Status einer Siedlung städtischen Typs.

## Geographische Lage
Nyschni Sirohosy liegt am Ufer des 65 km langen Welyki Sirohosy (Великі Сірогози), 169 km östlich der Oblasthauptstadt Cherson und 80 km westlich von Melitopol in der Oblast Saporischschja. Der nächstgelegene Bahnhof befindet sich im 15 km entfernten Dorf Sirohosy (ukrainisch Сірогози).

## Verwaltungsgliederung
Am 12. Juni 2020 wurde die Siedlung zum Zentrum der neugegründeten Siedlungsgemeinde Nyschni Sirohosy (ukrainisch Нижньосірогозька селищна громада/Nyschnjosirohoska selyschtschna hromada), zu dieser zählen auch noch die 22 in der untenstehenden Tabelle angeführten Dörfer sowie die Ansiedlungen Dalnje und Sirohosy, bis dahin bildete sie die gleichnamige Siedlungsratsgemeinde Nyschni Sirohosy (Нижньосірогозька селищна рада/Nyschnjosirohoska selyschtschna rada) im Süden des Rajons Nyschni Sirohosy.
Seit dem 17. Juli 2020 ist der Ort ein Teil des Rajons Henitschesk.
Folgende Orte sind neben dem Hauptort Nyschni Sirohosy Teil der Gemeinde:
| Name                     | Name              | Name                                  |
| ukrainisch transkribiert | ukrainisch        | russisch                              |
| ------------------------ | ----------------- | ------------------------------------- |
| Anatoliwka               | Анатолівка        | Анатольевка (Anatoljewka)             |
| Bohdaniwka               | Богданівка        | Богдановка (Bogdanowka)               |
| Bratske                  | Братське          | Братское (Bratskoje)                  |
| Dalnje                   | Дальнє            | Дальнее (Dalneje)                     |
| Demjaniwka               | Дем’янівка        | Демьяновка (Demjanowka)               |
| Dohmariwka               | Догмарівка        | Догмаровка (Dogmariwka)               |
| Donzowe                  | Донцове           | Донцово (Donzowo)                     |
| Kossakiwka               | Косаківка         | Косаковка (Kossakowka)                |
| Nowooleksandriwka        | Новоолександрівка | Новоалександровка (Nowoaleksandrowka) |
| Nowopetriwka             | Новопетрівка      | Новопетровка (Nowopetrowka)           |
| Noworohatschynske        | Новорогачинське   | Новорогачинское (Noworogatschinskoje) |
| Nyschni Torhaji          | Нижні Торгаї      | Нижние Торгаи (Nischnije Torgai)      |
| Partysany                | Партизани         | Партизаны (Partisany)                 |
| Perschopokrowka          | Першопокровка     | Першопокровка                         |
| Sapowitne                | Заповітне         | Заповитное (Sapowitnoje)              |
| Sernowe                  | Зернове           | Зерновое (Sernowoje)                  |
| Sirohosy                 | Сірогози          | Серогозы (Serogosy)                   |
| Smahannja                | Змагання          | Змагання (Smagannja)                  |
| Stepne                   | Степне            | Степное (Stepnoje)                    |
| Tschechowka              | Чеховка           | Чеховка                               |
| Werby                    | Верби             | Вербы (Werby)                         |
| Werchni Sirohosy         | Верхні Сірогози   | Верхние Серогозы (Werchnije Serogosy) |
| Werchni Torhaji          | Верхні Торгаї     | Верхние Торгаи (Werchnije Torgai)     |
| Wilne                    | Вільне            | Вольное (Wolnoje)                     |

## Bevölkerungsentwicklung
| 1886  | 1959  | 1970  | 1979  | 1989  | 2001  | 2016  | 2020  |
| ----- | ----- | ----- | ----- | ----- | ----- | ----- | ----- |
| 4.285 | 5.494 | 6.088 | 6.607 | 6.747 | 6.021 | 4.882 | 4.626 |

Quelle: